# West Thorney
West Thorney är en civil parish i Storbritannien.   Den ligger i grevskapet West Sussex och riksdelen England, i den södra delen av landet, 100 km sydväst om huvudstaden London.